# Norrbrottet
Norrbrottet is een klein Zweeds rotseilandje  of zandbank behorend tot de Lule-archipel. Ze liggen ten zuidwesten van Kunoön. Het is onbebouwd en heeft geen oeververbinding.